# Skibob-Weltmeisterschaften 2016
Die 37. Skibob-Weltmeisterschaften fanden von 17. bis 20. Februar 2016 in Deštné v Orlických horách in Tschechien statt. Ausgetragen wurden die Disziplinen Super-G, Riesenslalom und Slalom. Medaillen wurden außerdem in der Kombinationswertung vergeben. Für die Organisation zeichnete der Skibob Klub Dobruška verantwortlich. Die Gemeinde im Adlergebirge war nach 2012 zum zweiten Mal Austragungsort von Skibob-Weltmeisterschaften.

## Teilnehmer
Teilnehmerländer und Anzahl der Starter in Klammern:
| Europa (7 Länder)                                                 | Europa (7 Länder)                                            | Europa (7 Länder) |
| ----------------------------------------------------------------- | ------------------------------------------------------------ | ----------------- |
| - Deutschland (17) - Irland (1) - Luxemburg (4) - Österreich (43) | - Schweiz (4) - Tschechien (36) - Vereinigtes Königreich (3) |                   |
| Amerika (1 Land)                                                  |                                                              |                   |
| - Brasilien (1)                                                   |                                                              |                   |

## Medaillenspiegel
Berücksichtigt sind nur die Rennen in der allgemeinen Klasse.
| Platz | Land        |   |   |   |    |
| ----- | ----------- | - | - | - | -- |
| 1     | Tschechien  | 6 | 5 | 2 | 13 |
| 2     | Österreich  | 3 | 2 | 3 | 8  |
| 3     | Deutschland | – | – | 3 | 3  |

## Herren

### Super-G
| Platz | Land | Sportler        | Zeit (min) |
| ----- | ---- | --------------- | ---------- |
| 01    | CZE  | David Krejčí    | 0:40,11    |
| 02    | CZE  | Pavel Čiháček   | 0:40,25    |
| 03    | AUT  | Joachim Knauß   | 0:40,53    |
| 04    | AUT  | Gerfried Seeber | 0:40,70    |
| 05    | CZE  | Aleš Housa      | 0:40,82    |
| 06    | CZE  | Michal Pasler   | 0:40,88    |
| 07    | CZE  | Ondřej Pavlíček | 0:41,01    |
| 08    | AUT  | Martin Gutjahr  | 0:41,12    |
| 09    | AUT  | Michael Höller  | 0:41,48    |
| 10    | CZE  | Pavel Hlaváč    | 0:41,51    |

Datum: 18. Februar, 9:30 Uhr

Strecke: Závodní sjezdovka

Starthöhe: 872 m, Zielhöhe: 664 m

Höhenunterschied: 208 m, Länge: 1200 m

Kurssetzer: Bernd Zobel (AUT), 21 Tore
42 Sportler am Start, davon 37 klassiert

Ausgeschieden u. a.: Urs Tschümperlin (SUI)
Titelverteidiger:  Aleš Housa

### Riesenslalom
| Platz | Land | Sportler           | Zeit (min) |
| ----- | ---- | ------------------ | ---------- |
| 01    | CZE  | Pavel Čiháček      | 0:48,56    |
| 02    | AUT  | Gerfried Seeber    | 0:49,57    |
| 03    | CZE  | Aleš Housa         | 0:50,14    |
| 04    | CZE  | Pavel Hlaváč       | 0:50,26    |
| 05    | AUT  | Martin Gutjahr     | 0:50,48    |
| 06    | AUT  | Christian Ablinger | 0:50,70    |
| 07    | AUT  | Markus Achleitner  | 0:50,86    |
| 08    | AUT  | Joachim Knauß      | 0:50,95    |
| 09    | AUT  | Michael Höller     | 0:51,02    |
| 10    | CZE  | Michal Pasler      | 0:51,31    |

Datum: 19. Februar, 9:30 Uhr

Strecke: Závodní sjezdovka 

Starthöhe: 872 m, Zielhöhe: 664 m

Höhenunterschied: 208 m, Länge: 1200 m

Kurssetzer: Bernd Zobel (AUT), 29 Tore
Das Rennen wurde in nur einem Durchgang ausgetragen.
42 Sportler am Start, davon 38 klassiert

Ausgeschieden u. a.: Marc Frapporti (LUX)
Titelverteidiger:  Gerhard Hauer

### Slalom
| Platz | Land | Sportler           | Zeit (min) |
| ----- | ---- | ------------------ | ---------- |
| 01    | CZE  | Pavel Hlaváč       | 1:03,92    |
| 01    | CZE  | David Krejčí       | 1:03,92    |
| 03    | CZE  | Aleš Housa         | 1:04,51    |
| 04    | AUT  | Christian Ablinger | 1:04,76    |
| 05    | AUT  | Joachim Knauß      | 1:05,29    |
| 06    | CZE  | Ondřej Pavlíček    | 1:05,63    |
| 07    | AUT  | Markus Achleitner  | 1:06,05    |
| 08    | AUT  | Martin Gutjahr     | 1:06,50    |
| 09    | AUT  | Michael Höller     | 1:07,42    |
| 10    | AUT  | Gerfried Seeber    | 1:07,53    |

Datum: 20. Februar, 12:30 Uhr

Strecke: Závodní sjezdovka

Starthöhe: 872 m, Zielhöhe: 664 m

Höhenunterschied: 208 m, Länge: 1200 m

Kurssetzer: Rolf Ries und Willy Hediger (SUI), 48 Tore

Das Rennen wurde in nur einem Durchgang ausgetragen.
42 Sportler am Start, davon 33 klassiert

Disqualifiziert u. a.: Pavel Čiháček (CZE), Leonhard Wegmayr (AUT)
Titelverteidiger:  Gerhard Hauer

### Kombination
| Platz | Land | Sportler           | Zeit (min) |
| ----- | ---- | ------------------ | ---------- |
| 01    | CZE  | Aleš Housa         | 2:35,47    |
| 02    | CZE  | Pavel Hlaváč       | 2:35,69    |
| 03    | AUT  | Joachim Knauß      | 2:36,77    |
| 04    | AUT  | Christian Ablinger | 2:37,48    |
| 05    | AUT  | Gerfried Seeber    | 2:37,80    |
| 06    | CZE  | Ondřej Pavlíček    | 2:38,00    |
| 07    | AUT  | Martin Gutjahr     | 2:38,10    |
| 08    | AUT  | Markus Achleitner  | 2:38,58    |
| 09    | AUT  | Michael Höller     | 2:39,92    |
| 10    | CZE  | Michal Pasler      | 2:40,20    |

Das Ergebnis der Kombination setzt sich aus den addierten Zeiten von Super-G, Riesenslalom und Slalom zusammen.

28 Sportler klassiert
Titelverteidiger:  Gerhard Hauer

## Damen

### Super-G
| Platz | Land | Sportler              | Zeit (min) |
| ----- | ---- | --------------------- | ---------- |
| 01    | AUT  | Claudia Hartl         | 0:42,66    |
| 02    | CZE  | Stanislava Preclíková | 0:43,97    |
| 03    | AUT  | Lisa Zaff             | 0:44,26    |
| 04    | CZE  | Gabriela Jašková      | 0:44,61    |
| 05    | CZE  | Kristýna Harnachová   | 0:44,63    |
| 06    | GER  | Silvia Steininger     | 0:45,00    |
| 07    | AUT  | Pia Zoister           | 0:47,77    |
| 08    | GER  | Annika Stenchly       | 0:48,69    |
| 09    | AUT  | Julia Springhetti     | 0:48,88    |
| 10    | CZE  | Zuzana Hašková        | 0:49,20    |

Datum: 18. Februar, 9:30 Uhr

Strecke: Závodní sjezdovka

Starthöhe: 872 m, Zielhöhe: 664 m

Höhenunterschied: 208 m, Länge: 1200 m

Kurssetzer: Bernd Zobel (AUT), 21 Tore
17 Sportlerinnen am Start, davon 17 klassiert

Titelverteidigerin:  Alena Housová

### Riesenslalom
| Platz | Land | Sportler              | Zeit (min) |
| ----- | ---- | --------------------- | ---------- |
| 01    | AUT  | Claudia Hartl         | 0:51,40    |
| 02    | CZE  | Kristýna Harnachová   | 0:51,49    |
| 03    | GER  | Silvia Steininger     | 0:52,50    |
| 04    | CZE  | Stanislava Preclíková | 0:52,57    |
| 05    | AUT  | Lisa Zaff             | 0:52,64    |
| 06    | CZE  | Gabriela Jašková      | 0:55,51    |
| 07    | AUT  | Juliana Wegmayr       | 0:55,83    |
| 08    | AUT  | Pia Zoister           | 0:56,86    |
| 09    | GER  | Annika Stenchly       | 0:57,88    |
| 10    | CZE  | Zuzana Hašková        | 0:58,49    |

Datum: 19. Februar, 9:30 Uhr

Strecke: Závodní sjezdovka 

Starthöhe: 872 m, Zielhöhe: 664 m

Höhenunterschied: 208 m, Länge: 1200 m

Kurssetzer: Bernd Zobel (AUT), 29 Tore
Das Rennen wurde in nur einem Durchgang ausgetragen.
17 Sportlerinnen am Start, davon 17 klassiert

Titelverteidigerin:  Lisa Zaff

### Slalom
| Platz | Land | Sportler              | Zeit (min) |
| ----- | ---- | --------------------- | ---------- |
| 01    | CZE  | Stanislava Preclíková | 1:08,02    |
| 02    | AUT  | Claudia Hartl         | 1:08,44    |
| 03    | GER  | Silvia Steininger     | 1:09,98    |
| 04    | AUT  | Lisa Zaff             | 1:13,60    |
| 05    | AUT  | Juliana Wegmayr       | 1:13,75    |
| 06    | AUT  | Pia Zoister           | 1:14,43    |
| 07    | CZE  | Zuzana Hašková        | 1:20,06    |
| 08    | CZE  | Eliška Vránová        | 1:21,03    |
| 09    | GER  | Sophie Rokitta        | 1:21,74    |
| 10    | CZE  | Gabriela Jašková      | 1:23,15    |

Datum: 20. Februar, 12:30 Uhr

Strecke: Závodní sjezdovka

Starthöhe: 872 m, Zielhöhe: 664 m

Höhenunterschied: 208 m, Länge: 1200 m

Kurssetzer: Rolf Ries und Willy Hediger (SUI), 48 Tore

Das Rennen wurde in nur einem Durchgang ausgetragen.
16 Sportlerinnen am Start, davon 14 klassiert

Titelverteidigerin:  Alena Housová

### Kombination
| Platz | Land | Sportler              | Zeit (min) |
| ----- | ---- | --------------------- | ---------- |
| 01    | AUT  | Claudia Hartl         | 2:42,50    |
| 02    | CZE  | Stanislava Preclíková | 2:44,56    |
| 03    | GER  | Silvia Steininger     | 2:47,48    |
| 04    | AUT  | Lisa Zaff             | 2:50,50    |
| 05    | AUT  | Juliana Wegmayr       | 2:58,99    |
| 06    | AUT  | Pia Zoister           | 2:59,06    |
| 07    | CZE  | Gabriela Jašková      | 3:03,27    |
| 08    | CZE  | Kristýna Harnachová   | 3:03,92    |
| 09    | CZE  | Zuzana Hašková        | 3:07,75    |
| 10    | CZE  | Eliška Vránová        | 3:10,75    |

Das Ergebnis der Kombination setzt sich aus den addierten Zeiten von Super-G, Riesenslalom und Slalom zusammen.

14 Sportlerinnen klassiert
Titelverteidigerin:  Alena Housová

## Altersklassen
Neben den Herren- und Damenrennen in der allgemeinen Klasse wurden in allen Disziplinen auch die Weltmeister in den Altersklassen Schüler 1 (nur männlich), Schüler 2, Jugend (beide männlich und weiblich), AK 1 (nur männlich), AK 2, AK 3 (beide männlich und weiblich) und AK 4 (nur männlich) ermittelt.